# 新漢諾弗 (伊利諾伊州)
新漢諾弗（英語：New Hanover）是位於美國伊利諾伊州門羅縣的一個非建制地區。該地的面積和人口皆未知。

## 地理
新漢諾弗的座標為38°23′12″N 90°13′38″W / 38.38667°N 90.22722°W，而該地的平均海拔高度為176米（即577英尺）。